# Буряківська сільська рада (Заліщицький район)
Бурякі́вська сільська́ ра́да — адміністративно-територіальна одиниця та орган місцевого самоврядування в Заліщицькому районі Тернопільської області. Адміністративний центр — село Буряківка.

## Загальні відомості
- Територія ради: 19,22 км²
- Населення ради: 850 осіб (станом на 2001 рік)
- Територією ради протікає річка Джурин

## Населені пункти
Сільській раді були підпорядковані населені пункти:
- с. Буряківка

## Склад ради
Рада складалася з 15 депутатів та голови.
- Голова ради: Бабала Володимир Михайлович
- Секретар ради: Войтович Ганна Михайлівна

### Керівний склад попередніх скликань
| Прізвище, ім'я, по батькові | Основні відомості                                                               | Дата обрання | Дата звільнення |
| --------------------------- | ------------------------------------------------------------------------------- | ------------ | --------------- |
| Бабала Володимир Михайлович | Сільський голова, 1965 року народження, освіта середня спеціальна, безпартійний | 26.03.2006   | 31.10.2010      |
| Бабала Володимир Михайлович | Сільський голова, 1965 року народження, освіта середня спеціальна, безпартійний | 31.10.2010   |                 |

Примітка: таблиця складена за даними сайту Верховної Ради України

### Депутати
За результатами місцевих виборів 2010 року депутатами ради стали:

#### За суб'єктами висування
| Суб'єкт висування | Кількість обраних депутатів | %   |
| ----------------- | --------------------------- | --- |
| Самовисування     | 15                          | 100 |

#### За округами
| № округу | Прізвище, ім'я, по батькові  | Дата визнання обраним | Освіта             | Партійна приналежність | Відомості про обраного депутата                        |
| -------- | ---------------------------- | --------------------- | ------------------ | ---------------------- | ------------------------------------------------------ |
| 1        | Березовська Ганна Мар'янівна | 04.11.2010            | середня спеціальна | позапартійна           | Буряківська сільська рада, землевпорядник              |
| 2        | Гулько Марія Іванівна        | 04.11.2010            | вища               | позапартійна           | Буряківська АСЛЗП, головний лікар                      |
| 3        | Войтович Ганна Михайлівна    | 04.11.2010            | середня спеціальна | позапартійна           | Буряківська сільська рада, секретар                    |
| 4        | Лабанда Марія Іванівна       | 04.11.2010            | середня спеціальна | позапартійна           | Буряківська сільська рада, бухгалтер                   |
| 5        | Якимець Ярослав Григорович   | 04.11.2010            | середня            | позапартійний          | пенсіонер                                              |
| 6        | Попіль Оксана Василівна      | 04.11.2010            | середня спеціальна | позапартійна           | Територіальний центр м. Заліщики, соціальний працівник |
| 7        | Овод Василь Богданович       | 04.11.2010            | середня спеціальна | позапартійний          | приватний підприємець                                  |
| 8        | Лилик Володимир Іванович     | 04.11.2010            | середня спеціальна | позапартійний          | тимчасово не працює                                    |
| 9        | Швед Дарія Василівна         | 04.11.2010            | середня            | позапартійна           | пенсіонер                                              |
| 10       | Кучерко Микола Леонідович    | 04.11.2010            | середня спеціальна | позапартійний          | ПОП «Золота нива», бригадир трак-торної бригади        |
| 11       | Мешко Ганна Антонівна        | 04.11.2010            | середня            | позапартійна           | Відділення зв'язку с. Буряківка, листоноша             |
| 12       | Козіцький Василь Іванович    | 04.11.2010            | середня спеціальна | позапартійний          | загальноосвітня школа І-ІІ ст. с. Буряківка, оператор  |
| 13       | Бойчук Микола Леонідович     | 04.11.2010            | середня спеціальна | позапартійний          | ПОП «Золота нива», зав. током                          |
| 14       | Гринчук Галина Богданівна    | 04.11.2010            | середня спеціальна | позапартійна           | тимчасово не працює                                    |
| 15       | Ільків Оксана Василівна      | 04.11.2010            | середня спеціальна | позапартійна           | тимчасово не працює                                    |